# Winnie Puuh
Winnie Puuh (englisch Winnie-the-Pooh) ist ein Franchise von Walt Disney mit der gleichnamigen Hauptfigur. Sowohl Winnie Puuh als auch fast alle anderen Hauptfiguren stammen aus dem Werk Pu der Bär (engl. Winnie-the-Pooh) von Alan Alexander Milne. Auf Milnes Werken basieren auch einige der Disney-Geschichten.

## Geschichte

### Entwicklung bis zum ersten Spielfilm
Pu der Bär erfreute sich besonders unter Kindern und Jugendlichen vermehrt größerer Beliebtheit, so auch bei den Töchtern von Walt Disney. Milne, der wiederum ein Fan von Disneys Arbeiten war, äußerte, dass er sich geehrt fühlen würde, wenn Disney seine Geschichten zu Pu dem Bären jemals animieren wollen würde. Etwa fünf Jahre nach Milnes Tod kaufte Disney am 16. Juni 1961 die Film- und weiteren Rechte außerhalb des Buches zu Pu dem Bären von Milnes Witwe Daphne und Stephen Slesingers Erben, der Vermarktungsrechte von Milne gekauft hatte. Mehrere Jahrzehnte später gab es zwischen Slesingers Erben und dem Disneykonzern deswegen Rechtsstreitigkeiten.
Disney wollte zunächst einen abendfüllenden Zeichentrickfilm erstellen, entschied sich dann jedoch für einen 26-minütigen Kurzfilm, da die Geschichten um den Bären bei den US-Amerikanern noch nicht so bekannt waren wie bei den Briten. Aus diesem Grunde baute er außerdem das Erdhörnchen oder Ziesel Gopher für die amerikanischen Zuschauer ein  welches zunächst sogar Ferkel ersetzte. Der Kurzfilm Winnie Puuh und der Honigbaum (engl. Winnie the Pooh and the Honey-Tree) erschien am 4. Februar 1966. Der nächste Kurzfilm, Winnie Puuh und das Hundewetter, erschien zwei Jahre später und erhielt einen Oscar in der Kategorie Bester Kurzfilm (Zeichentrick), heute Bester animierter Kurzfilm. Ein dritter Kurzfilm mit dem Titel Winnie Puuh und Tigger dazu (Winnie Pooh and Tigger Too!) erschien am 20. Dezember 1974. Diese drei Kurzfilme wurden, um ein weiteres Kapitel aus Milnes Buch Pu baut ein Haus, 1977 zu dem  Film Die vielen Abenteuer von Winnie Puuh.

### Weitere Kurzfilme und zwei Serien
1982 wurde der Lehrzeichentrickfilm Winnie the Pooh Discovers the Seasons (in etwa: Winnie Puuh entdeckt die Jahreszeiten) veröffentlicht, zwei Jahre darauf erschien Winnie Puuh und I-Aahs Geburtstag (engl. Winnie the Pooh and a Day for Eeyore).
1983 bis 1987 lief im Disney Channel die Serie Welcome to Pooh Corner, die nicht gezeichnet worden war, sondern mit Schauspielern in Kostümen gedreht wurde. 1988 bis 1991 wurde schließlich eine Zeichentrickserie mit Winnie Puuh produziert, Neue Abenteuer mit Winnie Puuh.

### Rückkehr zu abendfüllenden Filmen und weitere Serien
Ab 1997 gab es mit den Direct-to-Video-Produktionen Winnie Puuh auf großer Reise und Winnie Puuh – Lustige Jahreszeiten im Hundertmorgenwald (1999) wieder Zeichentrickfilme in Spielfilmlänge. Auch im Kino gab es 2000 mit Tiggers großes Abenteuer und in der Folge mit Ferkels großes Abenteuer (2003) und Heffalump – Ein neuer Freund für Winnie Puuh (2005) wieder Puuh-Filme zu sehen. Auch wurden weitere Direct-to-Video-Filme wie Winnie Puuh – Honigsüße Weihnachtszeit (2002), Winnie Puuh – Spaß im Frühling (2004) und Winnie Puuhs Gruselspaß mit Heffalump (2005) produziert, sodass kurz nach der Jahrtausendwende sehr viele neue Puuh-Filme erhältlich waren.
Mit Winnie Puuh’s Bilderbuch erschien 2001–2002 erneut eine Puppenserie, 2007 bis 2010 folgte die Animationsserie Meine Freunde Tigger und Puuh.
Im Jahr 2011 erschien mit dem handgezeichneten Kinofilm Winnie Puuh erneut ein Werk, das auf dem Buch Milnes basierte.

### Realverfilmung
Im April 2015 kündigte Disney eine Realverfilmung basierend auf Winnie Puuh an. Als Drehbuchautor wurde Alex Ross Perry engagiert und Brigham Taylor wurde als Produzent angekündigt. Im November 2016 wurde angekündigt, dass Marc Forster die Regie übernehmen soll.
Der Film handelt von einem inzwischen erwachsenen Christopher Robin, welcher jeden Glauben an die Fantasie verloren hat und dessen Familie kurz vor dem Zusammenbruch steht, bis Winnie Pooh und seine Freunde wieder in sein Leben treten. Die Titelrolle verkörpert Ewan McGregor. Der Film kam am 3. August unter dem Titel Christopher Robin in die US-amerikanischen Kinos.

### Gemeinfreiheit
Am 1. Januar 2022 wurden die Geschichten von Winnie Puuh, wie sie von Milne 1926 geschrieben und veröffentlicht wurden, gemeinfrei. Disney behält die Rechte an den selbst eingefügten Figuren; und die Rechte an der Figur Tigger für weitere zwei Jahre. Außerdem behält Disney die Rechte an der eigenen visuellen Gestaltung und grafischen Interpretation der Figuren.

## Änderungen an den Figuren
Disney veränderte die Figuren aus Milnes Büchern unterschiedlich stark. Zusätzlich zu diesen Figuren wurde schon im ersten Film das Erdhörnchen Gopher eingefügt. Außerdem wurden die Heffalumps, die in den Büchern nur als unbestimmte Wesen, vor denen man sich fürchtet, vorkommen, eingeführt. Zunächst haben auch bei Disney die Bewohner des Hundertmorgenwaldes Angst vor den elefantenähnlichen Heffalumps. Jedoch erweisen sich diese als harmlos und ein kleiner Heffalump, genannt Lumpi, wird sogar ein Freund von Ruh. Auch Lumpis Mutter tritt mehrmals in Erscheinung.
In der Serie Meine Freunde Tigger und Puuh treten zudem ein Mädchen namens Darby und ihr Hund Buster auf.
In der deutschen Übersetzung der Disney-Medien wurden einige Änderungen gegenüber der Buchübersetzung vorgenommen:
- Winnie Puuh wird Puuh statt Pu geschrieben und heißt auch nicht Winnie-der-Pu
- Das Kaninchen heißt wie im Englischen Rabbit, nicht Kaninchen
- Der Tiger behält die Schreibweise Tigger aus dem Englischen bei
- Die Eule heißt Eule (nicht Oile)
- Die Kängurumutter wird Kanga geschrieben, nicht Känga, ihr Kind heißt Ruh (nicht Klein-Ruh)
- In älteren Versionen wird Ferkel auch auf Deutsch „Piglet“ genannt

Die Namen Ferkel und I-Aah sowie Christopher Robin blieben gleich.

## Franchiseartikel, Rezeption und Wissenswertes

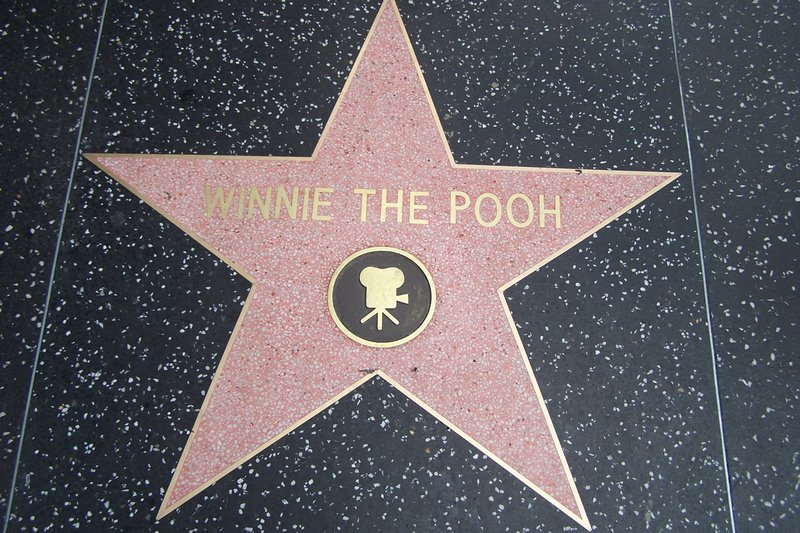
Stern auf dem Walk of Fame

Im Egmont Ehapa Verlag werden die Magazine Winnie Puuh, Winnie Puuh Gute-Nacht-Geschichten und Tiggers Spielekiste herausgegeben. 1980 bis 1982 erschienen außerdem Comic-Hefte unter dem Namen Winnie Puuh.
Außerdem gibt es einige Franchiseartikel. So gibt es nicht nur Stofftiere von Winnie Puuh und seinen Freunden, sondern auch Figuren von Lego Duplo und weitere Spielzeuge, Kinderbücher, Videospiele, Hörspiele, verschiedenste Kleidungsstücke, Bestecke und vielfältige weitere Artikel des täglichen Gebrauchs zu erwerben.
Disneys Winnie Puuh bekam 2006 einen Stern auf dem Walk of Fame in Hollywood. Außerdem wurde Winnie Puuh (ein Darsteller in einem Puuh-Kostüm) zu den Feierlichkeiten zum 80. Geburtstag von Königin Elisabeth II. eingeladen.
In mehreren Disney-Freizeitparks gibt es Attraktionen zu Winnie Puuh, nämlich The Many Adventures of Winnie the Pooh (Die vielen Abenteuer von Winnie Puuh) im Magic Kingdom des Walt Disney World Resorts in Florida, im Disneyland Kalifornien und im Hong Kong Disneyland und Pooh's Hunny Hunt im Tokyo Disneyland.

## Zensur in China
Beginnend im Jahr 2013 wurden auf dem chinesischen sozialen Netzwerk Weibo Memes hochgeladen, die Bilder des chinesischen Staatspräsidenten Xi Jinping mit Bildern von Winnie Puuh in ähnlicher Pose zeigten und eine optische Ähnlichkeit der beiden unterstellten. Der Höhepunkt dieses Phänomens war während einer chinesischen Militärparade 2015, als ein Bild von einem Winnie-Puuh-Spielzeugauto auf Weibo gepostet wurde, das viele Nutzer als Referenz zu Xi Jinping sahen, der die Truppen bei der Parade aus einem Auto heraus inspizierte. Der Beitrag wurde über 65.000-mal geteilt. Die chinesischen Behörden reagierten 2017 auf diese Memes mit einer strengen Zensur jeder Nennung und Darstellung der Figur Winnie Puuh in den chinesischen sozialen Netzwerken Weibo und WeChat.

## Chronologische Zusammenfassung aller Filme und Serien

### Kinofilme
- 1977: Die vielen Abenteuer von Winnie Puuh
- 2000: Tiggers großes Abenteuer
- 2003: Ferkels großes Abenteuer
- 2005: Heffalump – Ein neuer Freund für Winnie Puuh
- 2011: Winnie Puuh
- 2018: Christopher Robin (Live-Action)

### Direct-to-Video-Produktionen
- 1997: Winnie Puuh auf großer Reise: Die Suche nach Christopher Robin
- 1999: Winnie Puuh – Lustige Jahreszeiten im Hundertmorgenwald
- 2001: Winnie Puuh’s Bilderbuch - Spaß mit guten Freunden (Puppentrick)
- 2002: Winnie Puuh – Honigsüße Weihnachtszeit
- 2004: Winnie Puuh – Spaß im Frühling
- 2005: Winnie Puuhs Gruselspaß mit Heffalump
- 2007: Meine Freunde Tigger und Puuh: Das entlaufene Rentier (Computeranimation)
- 2009: Meine Freunde Tigger und Puuh: Singen und Tanzen im Hundertmorgenwald (Computeranimation)
- 2010: Meine Freunde Tigger und Puuh: Die Superduper-Superschnüffler (Computeranimation)

### Fernsehserien
- 1983–1986: Willkommen bei Winnie Puuh (Puppentrick)
- 1988–1991: Neue Abenteuer mit Winnie Puuh
- 2001–2002: Winnie Puuh’s Bilderbuch (Puppentrick)
- 2007–2010: Meine Freunde Tigger und Puuh (Computeranimation)
- 2011–2014: Kleine Abenteuer mit Winnie Puuh
- 2012: Freundschafts-Geschichten mit Winnie Puuh (Live-Action)
- 2023: Spielstunde mit Winnie Puuh (Computeranimation)

### Kurzfilme
- 1966: Winnie Puuh und der Honigbaum (Teil von: Die vielen Abenteuer von Winnie Puuh)
- 1968: Winnie Puuh und das Hundewetter (Teil von: Die vielen Abenteuer von Winnie Puuh)
- 1974: Winnie Puuh und Tigger dazu (Teil von: Die vielen Abenteuer von Winnie Puuh)
- 1981: Winnie the Pooh Discovers the Seasons
- 1983: Winnie Puuh und I-Aahs Geburtstag (DVD-Extra: Die vielen Abenteuer von Winnie Puuh)
- 1991: Winnie Puuh und der Weihnachtsmann (VHS-Titel) / Winnie Puuh feiert Weihnachten (TV-Titel 1) / Hier kommt Tigger! (TV-Titel 2) (Teil von: Winnie Puuh – Honigsüße Weihnachtszeit)
- 1996: Winnie Puuh - Happy Halloween (DVD-Titel) / Ferkel gruselt sich (TV-Titel 1) / Winnie Puuhs Gruselparty (TV-Titel 2) (Teil von: Winnie Puuhs Gruselspaß mit Heffalump)
- 1998: A Winnie the Pooh Thanksgiving (Teil von: Winnie Puuh – Lustige Jahreszeiten im Hundertmorgenwald)
- 1999: Winnie Puuh - Mein liebster Freund bist Du!
- 2004: Winnie Puuh 123 - Die Welt der Zahlen entdecken
- 2004: Winnie the Pooh: ABC's
- 2006: Winnie the Pooh: Shapes and Sizes
- 2006: Winnie the Pooh: Wonderful Word Adventure

### Auftritte
- 1990: Comic-Stars gegen Drogen
- 2001–2003: Mickys Clubhaus
- 2012–2020: Doc McStuffins, Spielzeugärztin
- 2023: Once Upon a Studio

## Synchronisation

### Englische Synchronisation
| Rolle                                      | Die vielen Abenteuer von Winnie Puuh | Winnie Puuh auf großer Reise | Lustige Jahreszeiten im Hundertmorgenwald | Tiggers große Abenteuer | Honigsüße Weihnachtszeit | Ferkels großes Abenteuer | Spaß im Frühling   | Heffalump      | Gruselspaß mit Heffalump | Winnie Puuh            | Christopher Robin |
| ------------------------------------------ | ------------------------------------ | ---------------------------- | ----------------------------------------- | ----------------------- | ------------------------ | ------------------------ | ------------------ | -------------- | ------------------------ | ---------------------- | ----------------- |
| Winnie Puuh (Bär)                          | Sterling Holloway                    | Jim Cummings                 | Jim Cummings                              | Jim Cummings            | Jim Cummings             | Jim Cummings             | Jim Cummings       | Jim Cummings   | Jim Cummings             | Jim Cummings           | Jim Cummings      |
| Tigger (Tiger)                             | Paul Winchell                        | Paul Winchell                | Jim Cummings                              | Jim Cummings            | Jim Cummings             | Jim Cummings             | Jim Cummings       | Jim Cummings   | Jim Cummings             | Jim Cummings           | Jim Cummings      |
| Ferkel (Schwein)                           | John Fiedler                         | John Fiedler                 | John Fiedler                              | John Fiedler            | John Fiedler             | John Fiedler             | John Fiedler       | John Fiedler   | John Fiedler             | Travis Oates           | Nick Mohammed     |
| Rabbit (Hase)                              | Junius Matthews                      | Ken Sansom                   | Ken Sansom                                | Ken Sansom              | Ken Sansom               | Ken Sansom               | Ken Sansom         | Ken Sansom     | Ken Sansom               | Tom Kenny              | Peter Capaldi     |
| Eule (Eule)                                | Hal Smith                            | André Stojka                 | André Stojka                              | André Stojka            | -                        | André Stojka             | André Stojka       | -              | Craig Ferguson           | -                      | Toby Jones        |
| I-Aah (Esel)                               | Ralph Wright                         | Peter Cullen                 | Peter Cullen                              | Peter Cullen            | Peter Cullen             | Peter Cullen             | Peter Cullen       | Peter Cullen   | Peter Cullen             | Bud Luckey             | Brad Garrett      |
| Gopher (Erdhörnchen)                       | Howard Morris                        | -                            | -                                         | -                       | Michael Gough            | -                        | -                  | -              | -                        | -                      | -                 |
| Kanga (Känguru-Mutter)                     | Barbara Luddy                        | -                            | -                                         | Kath Soucie             | Kath Soucie              | Kath Soucie              | Kath Soucie        | Kath Soucie    | Kath Soucie              | Kristen Anderson-Lopez | Sophie Okonedo    |
| Ruh (Känguru-Sohn)                         | Clint Howard                         | -                            | -                                         | Nikita Hopkins          | Nikita Hopkins           | Nikita Hopkins           | Jimmy Bennet       | Nikita Hopkins | Nikita Hopkins           | Wyatt Dean Hall        | Sara Sheen        |
| Lumpi (Elefant)                            | -                                    | -                            | -                                         | -                       | -                        | -                        | -                  | Kyle Stanger   | Kyle Stanger             | -                      | -                 |
| Christopher Robin (Fünfjähriger Junge)     | Jon Walmsley                         | Brady Bluhm                  | Brady Bluhm                               | Tom Attenborough        | William Green            | Tom Wheatley             | -                  | -              | -                        | Jack Boulter           | -1                |
| Erzähler (Auf Abbildungen nicht vorhanden) | Sebastian Cabot                      | -                            | David Warner                              | John Hurt               | -                        | -                        | David Ogden Stiers | -              | -                        | John Cleese            | -                 |

1Die Rolle des in diesem Film erwachsenen Christopher Robin wurde von Ewan McGregor verkörpert. Die Rollenbesetzung als kleiner Junge ging an Orton O’Brien.
Ferkel war bis zum Tod von John Fiedler († 2005) die einzige Rolle, die seit Die vielen Abenteuer von Winnie Puuh den gleichen Synchronsprecher hatte. Jim Cummings, der Stammsprecher von Winnie Puuh war, spricht seit 1999 auch Tigger, der bis dahin von Paul Winchell († 2005) gesprochen wurde. Die Rolle von Lumpi wurde bisher immer von dem damals fünfJährigen Kyle Stanger gesprochen und ist damit die einzige Rolle, die nur einen Synchronsprecher hatte.

### Deutsche Synchronisation
| Rolle             | Winnie Puuh und der Honigbaum (1966)           | Winnie Puuh und das Hundewetter (1968) | Winnie Puuh und Tigger dazu (1974) | Die vielen Abenteuer von Winnie Puuh (1977) | Winnie Puuh auf großer Reise (1997) | Tiggers großes Abenteuer (2000) | Honigsüße Weihnachtszeit (2002) | Ferkels großes Abenteuer (2003) | Spaß im Frühling (2004) | Heffalump (2005)                                   | Winnie Puuh (2011) | Christopher Robin (2018)              |
| ----------------- | ---------------------------------------------- | -------------------------------------- | ---------------------------------- | ------------------------------------------- | ----------------------------------- | ------------------------------- | ------------------------------- | ------------------------------- | ----------------------- | -------------------------------------------------- | ------------------ | ------------------------------------- |
| Winnie Puuh       | Erich Kestin Walter Gross (Überarbeitung 1971) | Walter Gross                           | Walter Gross                       | Heinz Palm                                  | Heinz Palm                          | Michael Rüth                    | Michael Rüth                    | Michael Rüth                    | Michael Rüth            | Michael Rüth                                       | Michael Rüth       | Toni Nirschl                          |
| Ferkel            | -                                              | Dieter Kursawe                         | Dieter Kursawe                     | Santiago Ziesmer                            | Santiago Ziesmer                    | Santiago Ziesmer                | Santiago Ziesmer                | Santiago Ziesmer                | Santiago Ziesmer        | Santiago Ziesmer                                   | Santiago Ziesmer   | Santiago Ziesmer                      |
| Tigger            | -                                              | Martin Hirthe                          | Joachim Kemmer                     | Wolfgang Kühne                              | Wolfgang Kühne                      | Joachim Kaps                    | Joachim Kaps                    | Joachim Kaps                    | Joachim Kaps            | Joachim Kaps                                       | Joachim Kaps       | Joachim Kaps                          |
| Rabbit            | Elfe Schneider                                 | Brigitte Mira                          | Inge Wolffberg                     | Uwe Paulsen                                 | Uwe Paulsen                         | Gerald Schaale                  | Gerald Schaale                  | Gerald Schaale                  | Gerald Schaale          | Gerald Schaale                                     | Gerald Schaale     | Gerald Schaale                        |
| I-Aah             | Eduard Wandrey                                 | Eduard Wandrey                         | -                                  | Wolfgang Kühne                              | Wolfgang Kühne                      | Tilo Schmitz                    | Tilo Schmitz                    | Tilo Schmitz                    | Tilo Schmitz            | Tilo Schmitz                                       | Tilo Schmitz       | Tilo Schmitz                          |
| Gopher            | Harry Wüstenhagen                              | Harry Wüstenhagen                      | -                                  | Jörg Gottschick                             | -                                   | -                               | Jörg Gottschick                 | -                               | -                       | -                                                  | -                  | -                                     |
| Eule              | Erich Fiedler                                  | Erich Fiedler                          | Erich Fiedler                      | Eberhard Wechselberg                        | Peter Groeger                       | Karl Sturm                      | -                               | Karl Sturm                      | -                       | Karl Sturm                                         | Frank-Otto Schenk  | Hans-Rainer Müller                    |
| Kanga             | Erna Haffner                                   | Inge Landgut                           | Inge Landgut                       | Ellen Rappus-Schikowski                     | -                                   | Ellen Rappus-Schikowski         | Ellen Rappus-Schikowski         | Ellen Rappus-Schikowski         | Ellen Rappus-Schikowski | Ellen Rappus-Schikowski Denise Gorzelanny (Gesang) | Marie Bierstedt    | Marie Bierstedt                       |
| Ruh               | Angelika Pawlowski                             | Angelika Pawlowski                     | Andrea Pawlowski                   | Victoria Frenz                              | -                                   | Victoria Frenz                  | Victoria Frenz                  | Lino Hirthe                     | Lino Hirthe             | Lino Hirthe                                        | Jannis Michel      | -                                     |
| Lumpi             | -                                              | -                                      | -                                  | -                                           | -                                   | -                               | -                               | -                               | -                       | Bruno Schubert                                     | -                  | -                                     |
| Christopher Robin | Mathias Einert                                 | Ralf Richardt                          | Bernd Martin                       | Filipe Pirl                                 | -                                   | Filipe Pirl                     | Filipe Pirl                     | -                               | -                       | -                                                  | Cedric Eich        | Philipp Moog Dominic Pühringer (jung) |
| Erzähler          | Joachim Cadenbach                              | Joachim Cadenbach                      | Joachim Cadenbach                  | Roland Hemmo                                | Roland Hemmo                        | Roland Hemmo                    | Roland Hemmo                    | Roland Hemmo                    | Roland Hemmo            | Roland Hemmo                                       | Roland Hemmo       | Norbert Langer                        |

## Rezeption

### Einspielergebnisse
Stand: 8. Mai 2023
| Film                                         | Veröffentlichung (Deutschland) | Einspielergebnisse in US-Dollar | Einspielergebnisse in US-Dollar | Einspielergebnisse in US-Dollar | Budget in US-Dollar | Quelle |
| Film                                         | Veröffentlichung (Deutschland) | USA                             | Deutschland                     | Weltweit                        | Budget in US-Dollar | Quelle |
| -------------------------------------------- | ------------------------------ | ------------------------------- | ------------------------------- | ------------------------------- | ------------------- | ------ |
| Die vielen Abenteuer von Winnie Puuh         | 16. September 1977             | Unbekannt                       | Unbekannt                       | Unbekannt                       | Unbekannt           |        |
| Tiggers großes Abenteuer                     | 5. Juni 2000                   | 45.554.533                      | Unbekannt                       | 96.159.800                      | 30 Mio.             | [ 17 ] |
| Ferkels großes Abenteuer                     | 3. Juli 2003                   | 23.103.423                      | 3.207.365                       | 62.870.546                      | 46 Mio.             | [ 18 ] |
| Heffalump – Ein neuer Freund für Winnie Puuh | 31. März 2005                  | 18.098.433                      | 2.893.928                       | 52.858.433                      | 20 Mio.             | [ 19 ] |
| Winnie Puuh                                  | 14. April 2011                 | 26.692.846                      | 1.351.418                       | 49.871.429                      | 30 Mio.             | [ 20 ] |
| Christopher Robin                            | 16. August 2018                | 99.215.042                      | 3.459.091                       | 197.744.377                     | 75 Mio              | [ 21 ] |
| Gesamt:                                      | Gesamt:                        | 212.664.277                     | 10.911.802                      | 459.504.585                     | 201 Mio.            |        |

### Kritiken
Stand: 8. Mai 2023
| Film                                                    | Rotten Tomatoes     | Metacritic       | IMDb                     |
| ------------------------------------------------------- | ------------------- | ---------------- | ------------------------ |
| Die vielen Abenteuer von Winnie Puuh                    | 100 % (18 Kritiken) | –                | 7,5 (37.941 Bewertungen) |
| Winnie Puuh auf großer Reise                            | 33 % (9 Kritiken)   | –                | 7,0 (6.386 Bewertungen)  |
| Winnie Puuh – Lustige Jahreszeiten im Hundertmorgenwald | –                   | –                | 6,7 (1.562 Bewertungen)  |
| Tiggers großes Abenteuer                                | 62 % (73 Kritiken)  | 53 (23 Kritiken) | 6,3 (19.585 Bewertungen) |
| Winnie Puuh – Honigsüße Weihnachtszeit                  | –                   | –                | 6,6 (2.796 Bewertungen)  |
| Ferkels großes Abenteuer                                | 70 % (77 Kritiken)  | 62 (23 Kritiken) | 6,1 (8.261 Bewertungen)  |
| Winnie Puuh – Spaß im Frühling                          | –                   | –                | 6,3 (2.403 Bewertungen)  |
| Heffalump – Ein neuer Freund für Winnie Puuh            | 80 % (89 Kritiken)  | 64 (23 Kritiken) | 6,4 (7.968 Bewertungen)  |
| Winnie Puuhs Gruselspaß mit Heffalump                   | –                   | –                | 6,3 (1.278 Bewertungen)  |
| Winnie Puuh                                             | 90 % (133 Kritiken) | 74 (26 Kritiken) | 7,1 (26.595 Bewertungen) |
| Christopher Robin                                       | 72 % (277 Kritiken) | 60 (43 Kritiken) | 7,2 (80.683 Bewertungen) |